# 尿囊酸
尿囊酸（英語：Allantoic acid）在多种生物中是嘌呤和尿酸的分解代谢产物之一。硬骨鱼内，尿囊素在尿囊素酶的作用下，水解产生尿囊酸。而在两栖动物和软骨鱼内，在尿囊酸酶的催化下，尿囊酸继续被水解为乙醛酸和尿素。